# تپه بان‌قلعه‌سی
تپه بان قلعه سی مربوط به دوره ساسانیان است و در شهرستان اراک، بخش مرکزی، دهستان شمس‌آباد، روستای بان واقع شده و این اثر در تاریخ ۲۶ اسفند ۱۳۸۷ با شمارهٔ ثبت ۲۶۱۱۵ به‌عنوان یکی از آثار ملی ایران به ثبت رسیده است.